# مکس-هلموت اوسترمن
مکس-هلموت اوسترمن (به آلمانی: Max-Hellmuth Ostermann) (۱۱ دسامبر ۱۹۱۷ – ۹ اوت ۱۹۴۲) یک نظامی آلمانی و خلبان تک‌خال لوفت‌وافه در طی جنگ جهانی دوم بود. او در بیش از ۳۰۰ ماموریت رزمی خود قادر به ساقط‌سازی ۱۰۲ هواگرد دشمن گشت. بیشتر این پیروزی‌ها در جبهه شرقی کسب شدند.

## زندگی‌نامه
روز ۱۱ دسامبر سال ۱۹۱۷ در هامبورگ زاده شد. ماه مارس سال ۱۹۳۷ به لوفت‌وافه پیوست. پس از تکمیل دوره آموزشی و ترفیع به درجه ستوان دومی به عنوان هواگرد دوموتوره مسرشمیت ب‌اف ۱۱۰ به جناح ۱ جنگنده سنگین منتقل گشت.
با گروه ۱ از جناح ۱ جنگنده سنگین در نبرد لهستان وارد میدان رزم شد. سپس به جناح ۲۱ جنگنده فرستاده شد تا با هواگرد تک‌موتوره مسرشمیت ب‌اف ۱۰۹ به پرواز ادامه دهد. در جریان نبرد فرانسه روز ۲۰ مه سال ۱۹۴۰ نخستین پیروزی هوایی خود را در مقابل هواگرد موران ۴۰۶ فرانسوی بر فراز پرون به دست آورد. با آغاز نبرد بریتانیا پنجمین پیروزی هوایی او ۵ سپتامبر در مقابل یک جنگنده هاریکن نیروی هوایی بریتانیا حاصل شد. تا پایان این نبرد پیروزهای هوایی خود را به هشت مورد رساند. در جریان نبرد یوگسلاوی روز ۶ آوریل سال ۱۹۴۱ موفق به ساقط‌سازی یک جنگنده ب‌اف ۱۰۹ایی نیروی هوایی یوگسلاوی که در گذشته از آلمان خریداری شده بود، بر فراز بلگراد گشت.
با آغاز عملیات بارباروسا، تهاجم آلمان به شوروی در ماه ژوئن کسب پیروزی‌های هوایی برای او شتاب گرفت. با پرواز بر فراز جبهه لنینگراد روز ۲۳ ژوئن دو هواگرد دشمن را ساقط نمود. تا پایان ماه ژوئیه تعداد پیروزهای هوایی او از ۲۰ مورد فراتر رفت. روز ۱۴ سپتامبر سال ۱۹۴۱ با ۳۰ پیروزی هوایی نشان صلیب شوالیه صلیب آهنین را دریافت کرد. تا اوایل سال ۱۹۴۲ پیروزهای هوایی خود را به ۵۰ مورد رساند. ماه فوریه همان سال با درجه ستوان یکمی به فرماندهی یک اسکادران در گروه ۸ از جناح ۵۴ جنگنده منصوب شد. روز ۱۲ مارس سال ۱۹۴۲ با ۶۰ پیروزی هوایی مفتخر به دریافت برگ‌های بلوط صلیب شوالیه از دست آدولف هیتلر گردید. تا پایان همان ماه ۲۰ پیروزی هوایی دیگر نیز به دست آورد. روز ۱۰ مه چند دقیقه پس از آن که نود و هفتمین هواگرد دشمن را ساقط ساخت، خود نیز ساقط شد اما توانست به سلامت به یگان خود بازگردد. دو روز بعد با ساقط کردن سه هواگرد دیگر دشمن به عنوان هفتمین خلبان لوفت‌وافه به صدمین پیروزی هوایی رسید. در جریان آخرین درگیری جنگنده ب‌اف ۱۰۹اف-۴ او مورد اصابت قرار گرفت و خود زخمی شد. پنج روز پس از آن در ۱۷ ماه مه سال ۱۹۴۲ به قدردانی از ۱۰۰ پیروزی هوایی، گیره شمشیرهای نشان صلیب شوالیه به اعطا گردید. سپس برای مدتی به مرخصی رفت. ماه اوت به یگان خود بازگشت. روز ۹ اوت سال ۱۹۴۲ صد و دومین و آخرین پیروزی هوایی خود را بر فراز آموسوو کسب کرد. ستوان یکم مکس-هلموت اوسترمن خود همان روز ساقط و کشته شد. او تا هنگام مرگ بیش از ۳۰۰ پرواز رزمی به انجام رسانده بود.

## نشان‌ها
- صلیب شوالیه صلیب آهنین: ۱۴ سپتامبر سال ۱۹۴۱
  - برگ‌های بلوط: ۱۲ مارس ۱۹۴۲
  - شمشیرها: ۱۷ مه ۱۹۴۲

## کتابشناسی
- Williamson, Gordon; Bujeiro, Ramiro (2005). Knight's Cross, Oak-Leaves and Swords Recipients 1941–45. Oxford, UK: Osprey Publishing. ISBN 978-1-84176-643-0.